# Frédéric Kanouté
Frédéric Kanouté (* 2. září 1977, Sainte-Foy-lès-Lyon, Francie) je malijský fotbalový útočník, který hraje v čínském klubu Beijing Guoan.
Matka je Francouzka a otec pochází z Mali.

## Klubová kariéra
Začínal v Olympique Lyonnais, v roce 2000 odešel do Anglie, kde nastupoval za West Ham United a Tottenham Hotspur. V roce 2005 přestoupil do Sevilly, za kterou nastřílel 124 branek a pomohl jí získat Pohár UEFA v letech 2006 a 2007. Také je vítězem španělského poháru i superpoháru 2007 a přispěl k první účasti klubu ve finálové části Ligy mistrů.

## Reprezentační kariéra
Narodil se ve Francii a hrál za její mládežnické výběry. Po marném čekání na pozvánku do seniorské A-reprezentace se rozhodl v roce 2003 přijmout občanství Mali, odkud pocházel jeho otec. Na Africkém poháru národů 2004 pomohl svému týmu čtyřmi brankami k postupu do semifinále. V roce 2007 byl vyhlášen nejlepším africkým fotbalistou roku jako vůbec první hráč narozený mimo africký kontinent.
Poté, co Mali nepostoupilo na Africkém poháru národů 2010 ze základní skupiny, vyhlásil Frédéric Kanouté ukončení reprezentační kariéry. Na turnaji vstřelil dva góly, jeden proti Angole a jeden proti Malawi.

## Osobní život
Je ženatý a má tři děti. V roce 1997 přijal islám. Je známý svou charitativní činností , mj. finančně podpořil mešitu v Seville. Vynutil si z náboženských důvodů právo hrát v dresu bez jména klubového sponzora, kterým je sázková kancelář (hazard a sázení se neshodují s islámem). Také několikrát vyjádřil otevřenou podporu palestinskému boji za vlastní stát.